# Pegas Touristik
Pegas Touristik (рус. Пегас Туристик) — российский туроператор, основанный в Москве, в 1994 году.
В регионах России у Pegas Touristik более 650 туристических офисов. Пегас представлен на рынке Беларуси, Грузии и Казахстана. У компании есть офисы по приему туристов в Турции, Египте, Таиланде, Вьетнаме, Китае, ОАЭ и Израиле .

## Собственники и руководство

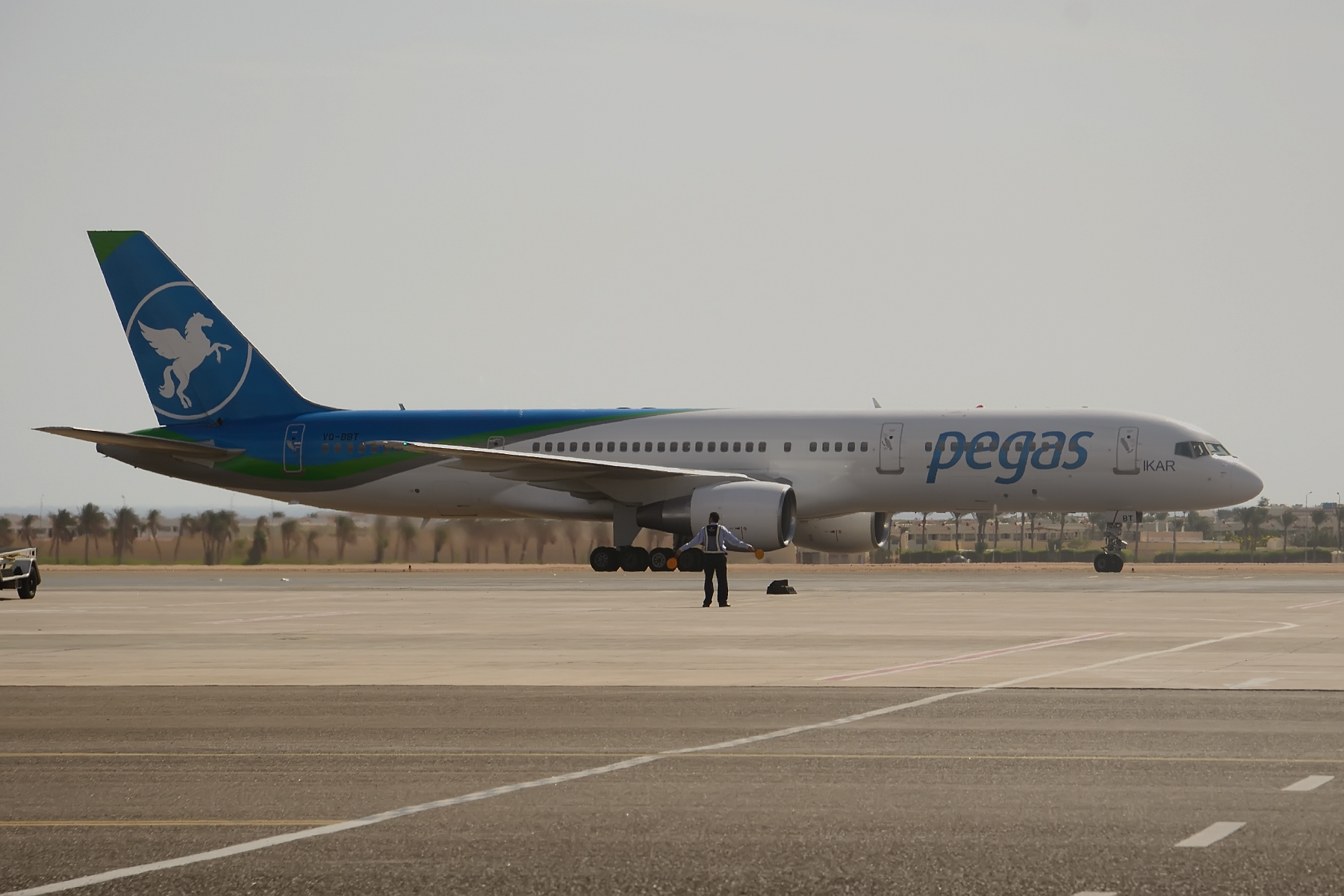
Pegas Fly Боинг 757-200

Главным инвестором туроператора является турецкий предприниматель Рамазан Акпынар, который первоначально сотрудничал с турецкой компанией Infotur, но в 2005 году разорвал отношения из-за конфликта.
Генеральным директором туроператора является Анна Альбертовна Подгорная.

## История
Компания Пегас Туристик была создана Рамазаном Акпынаром в Турции в 1994 году.

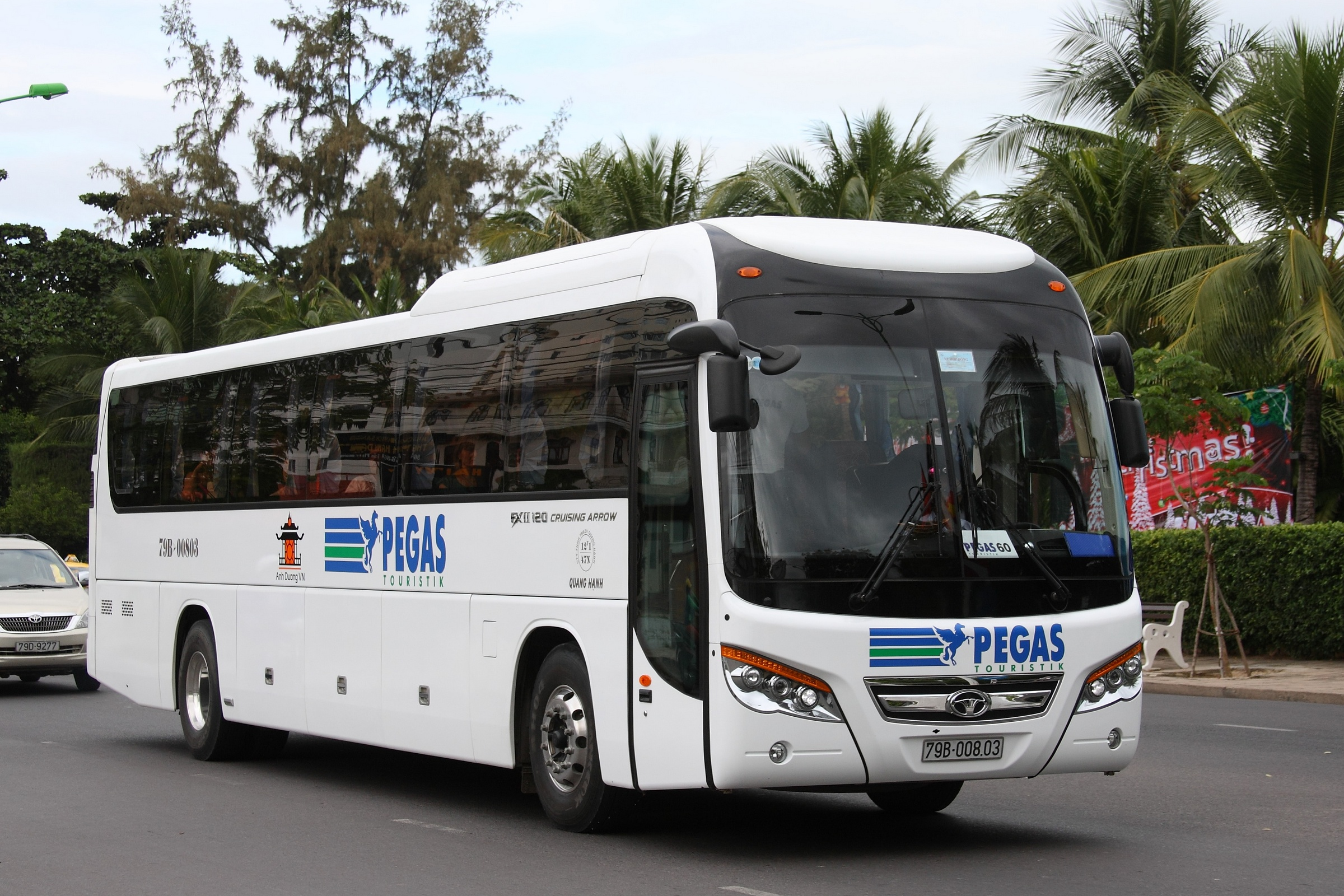
Автобус Pegas Touristik в Нячанге, Вьетнам

В 2008 году компания обслужила 870 тысяч туристов, а общий доход составил 670 миллионов долларов.
Летом 2008 года Pegas Touristik выкупила российскую авиакомпанию Nordwind Airlines. В результате контракта между туристической компанией и авиакомпанией, Nordwind стала персональным авиаперевозчиком для Пегас Туристик в терминале C аэропорта Шереметьево в Москве.
В декабре 2008 года Pegas Touristik поглотили уральского туроператора "Оранж Тур" (Orange Tour). С 2008 года Пегас начал покупать популярные отели в Турции, Таиланде и Египте, чтобы сформировать собственную группу отелей. В 2015 году, продали отель PGS World Palace 5* компании Alva Donna.. В 2017 году во Вьетнаме открылся первый отель группы Swandor Hotels & Resorts - Cam Ranh 5*.

### Российско-турецкий конфликт
В ноябре 2015 года из-за авиакатастрофы A321 в Египте, признанной террористическим актом, а также на фоне масштабного российско-турецкого конфликта, случившегося в результате атаки турецких вооруженных сил на самолет российских ВВС компания Pegas Touristik вместе с другими крупными туристическими компаниями в России приостановила все свои туры в Египет и Турцию в соответствии с постановлением правительства России. После улучшения отношений туры в Турцию были возобновлены в июне 2016 года.
30 декабря 2015 года Федеральное агентство по туризму исключило Pegas Touristik и другие туристические компании из единого федерального реестра туроператоров. Среди исключенных всего значилось 19 юридических лиц, большая часть из которых принадлежала Пегас Туристик: ООО «Пегас Турс», ООО «Пегас Казань», ООО «Пегас Уфа», ООО «Пегас Екатеринбург», ООО «Пегас Краснодар», ООО «Пегас Самара», ООО «Пегас-Кемерово», ООО «Пегас Пермь», ООО «Пегас Ритейл», ООО «Пегас Хабаровск», ООО «Пегас Сургут». Решение федерального агентства было принято на основании «указа президента Российской Федерации о мерах по обеспечению национальной безопасности РФ и защите граждан РФ от преступных и иных противоправных действий и о применении специальных экономических мер в отношении Турецкой Республики», а также на основании недавно принятого постановления правительством России об утверждении перечня отдельных видов работ, которые запрещаются с 1 января 2016 года турецким компаниям в Российской Федерации. Анна Подгорная, генеральный директор Пегас Туристик, в связи со сложившейся ситуацией сделала заявление о том, что исключение указанных юридических лиц никак не отразится на основной деятельности туроператора и в частности на туристах. В 2016 году туроператор продолжил свою операционную деятельность на территории России в прежнем режиме, после переоформив дочерние структуры на российских граждан.

### Пандемия COVID-19
19 марта 2020 года Ростуризм рекомендовал всем российским туроператорам временно воздержаться от отправки российских туристов на территорию иностранных государств в связи с началом быстрого разрастания пандемии новой коронавирусной инфекции COVID-19, а также оказать максимально возможное содействие туристам в вопросе перебронирования уже купленных туров на более поздние сроки. В связи с этой рекомендацией федерального ведомства компания Pegas Touristik 20 марта 2020 года объявила о полном аннулировании всех зарубежных туров с 23 марта до 20 апреля включительно, при этом внутрироссийские туры не аннулировались. Туристы, которые приобрели аннулированные туры, получили от туроператора специальные ваучеры, которые могут потратить на покупку любого тура сроком до 31 декабря 2021 года. Также произведена фиксация курса доллара на момент оплаты тура для минимизации рисков, связанных со скачками курсов валют.

## Награды
- Серебряная награда в номинации «Лучший туроператор по продажам Эмирейтс в России 2013/2014». Дубай, 2014 год.
- Приз в номинации «Выездной туризм» XIV Туристическая премия «Путеводная звезда». Москва, 2013.
- Награда за самую высокую стоимость продаж в Barcelo Maya Beach Resort (Мексика). Москва, 2013.
- Сертификат «Надежный бренд 2013». Бренд, пользующийся наибольшим доверием клиентов.
- Правительство Каталонии. Премия за продвижение Каталонии в России. Москва, 2012.
- Номинант премии Министерства туризма Индии «Национальная туристическая премия 2010-11».
- Международная премия «Моя планета». Номинация «Мой любимый туроператор». Москва, 2011.
- PEGAS Touristik — лидер рынка «Книга ТОП-списков» на 2010—2011 годы. Журнал «Деловой квартал». Екатеринбург.

## Инциденты
- Катастрофа автобуса с российскими туристами в Анталии. 25 мая 2010[15].
- Автобус перевернулся в Таиланде. 11 октября 2013[16].